# Nenad Džodić
Nenad Džodić (Belgrado, Serbia, 4 de enero de 1977), exfutbolista serbio. Jugaba de defensa y su último equipo fue el Montpellier HSC de la Ligue 1 de Francia. 

## Selección nacional
Ha sido internacional con la Selección de fútbol de Serbia, ha jugado 5 partidos internacionales.

## Clubes
| Club            | País    | Año         |
| --------------- | ------- | ----------- |
| FK Zemun        | Serbia  | 1996 - 1997 |
| Montpellier HSC | Francia | 1997 - 2004 |
| AC Ajaccio      | Francia | 2004 - 2007 |
| Montpellier HSC | Francia | 2007 - 2011 |